# Leonardo Benevolo
Leonardo Benevolo (* 25. September 1923 in Orta San Giulio; † 5. Januar 2017 in Cellatica) war ein italienischer Architekt und Architekturhistoriker. Sein 1975 erschienenes Werk Die Geschichte der Stadt gilt als Standardwerk der Urbanistik und Stadtbaugeschichte.

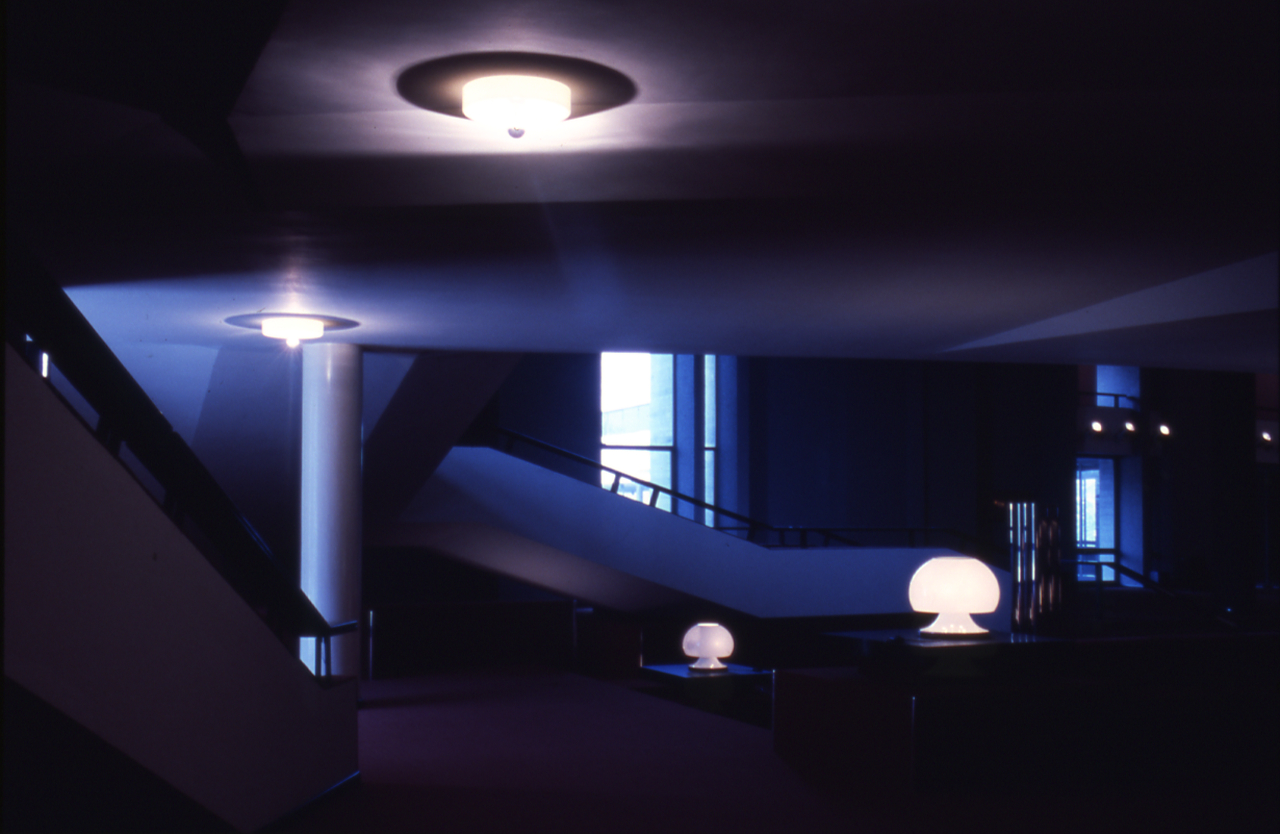
Leonardo Benevolo, mit Tommaso Giura Longo und Carlo Melograni: Palazzo degli Affari e della Borsa, Bologna. Interior. Foto von Paolo Monti, 1976.

## Leben
Benevolo absolvierte ein Architekturstudium an der Universität Rom, das er 1946 abschloss. In der Folge lehrte er Geschichte der Architektur in Rom sowie an den Universitäten Florenz, Venedig und Palermo und befasste sich zunächst vor allem mit den Unterschieden zwischen dem griechischen und römischen Städtebau der Antike. Aufgrund dieser Forschungen erhielt er 1956 den Lehrstuhl für Architekturgeschichte der Universität Rom. Neben seiner Lehrtätigkeit war Benevolo auch praktisch als Architekt und Stadtplaner tätig. Er wirkte unter anderem an der Neugestaltung des Messegeländes von Bologna mit, entwarf den neuen Regulierungsplan von Ascoli Piceno und jenen von Monza.
Benevolos publizistische Tätigkeit findet breite internationale Anerkennung. Seine stadthistorischen Werke zeichnen sich durch breites kulturelles Wissen und umfassende, aber leicht fassliche Darstellung aus.
Für sein Wirken wurde er mit der Medaglia ai benemeriti della cultura e dell'arte ausgezeichnet.

## Werke (Auswahl)
- Die Geschichte der Stadt. 8. Auflage. Campus, Frankfurt am Main 2000, ISBN 3-593-36439-5.
- Geschichte der Architektur des 19. und 20. Jahrhunderts. G. D. W. Callwey, München 1964.
- Die Stadt in der europäischen Geschichte. C. H. Beck, München 1993. 2. Auflage 1998, ISBN 978-3-406-37090-8 (Auszug aus der 2. Auflage bei Google Books).